# 徳富一敬

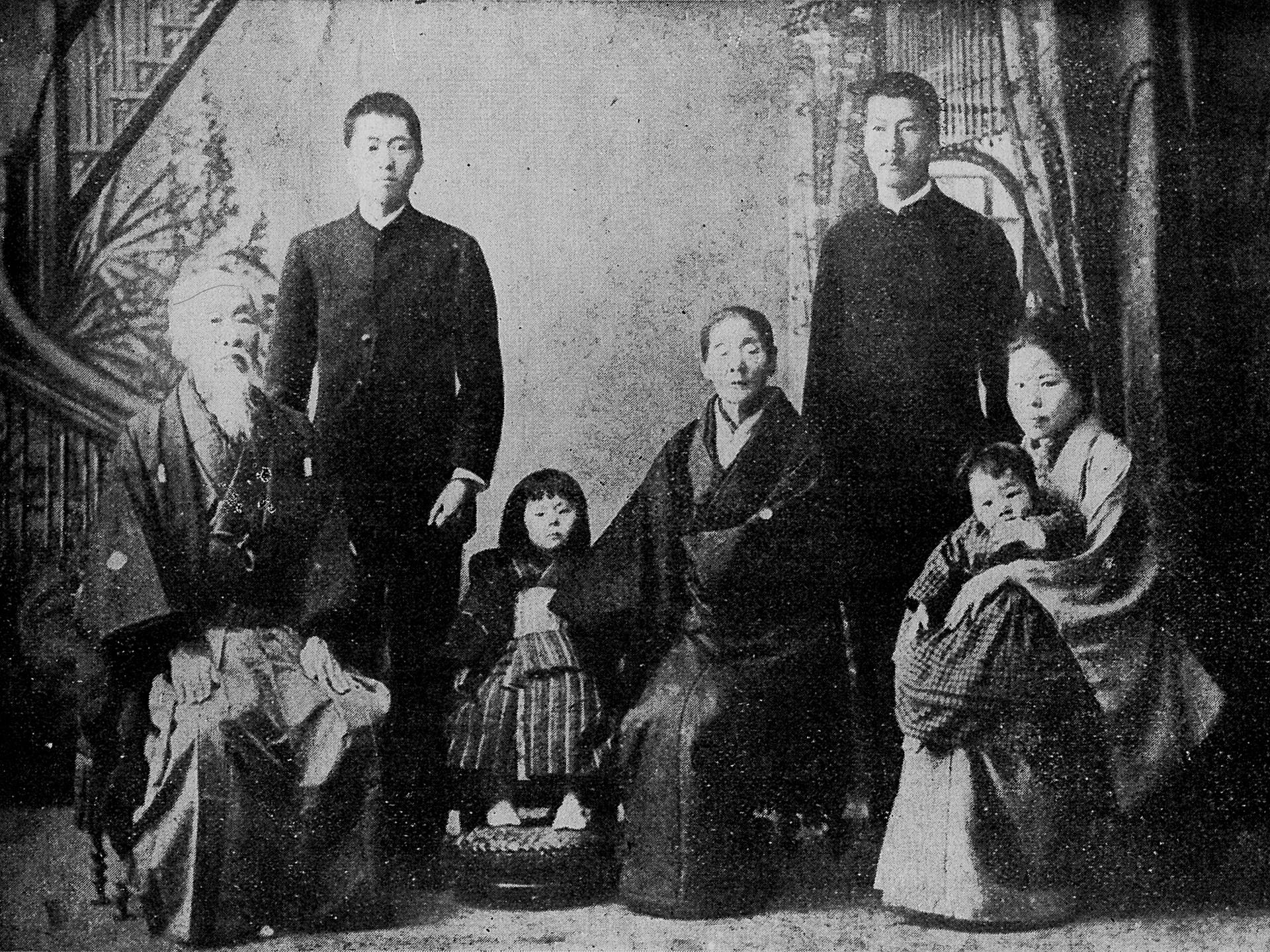
1891年の徳富家（前列左が徳富一敬。後列に蘇峰・蘆花兄弟）

徳富 一敬（とくとみ  かずたか、いっけい、文政5年9月24日（1822年11月7日） - 大正3年（1914年）5月26日）は、幕末から明治にかけての日本の儒学者（朱子学者）、官僚、教育者。徳富蘇峰、徳富蘆花の父。淇水（きすい）と号した。

## 概要

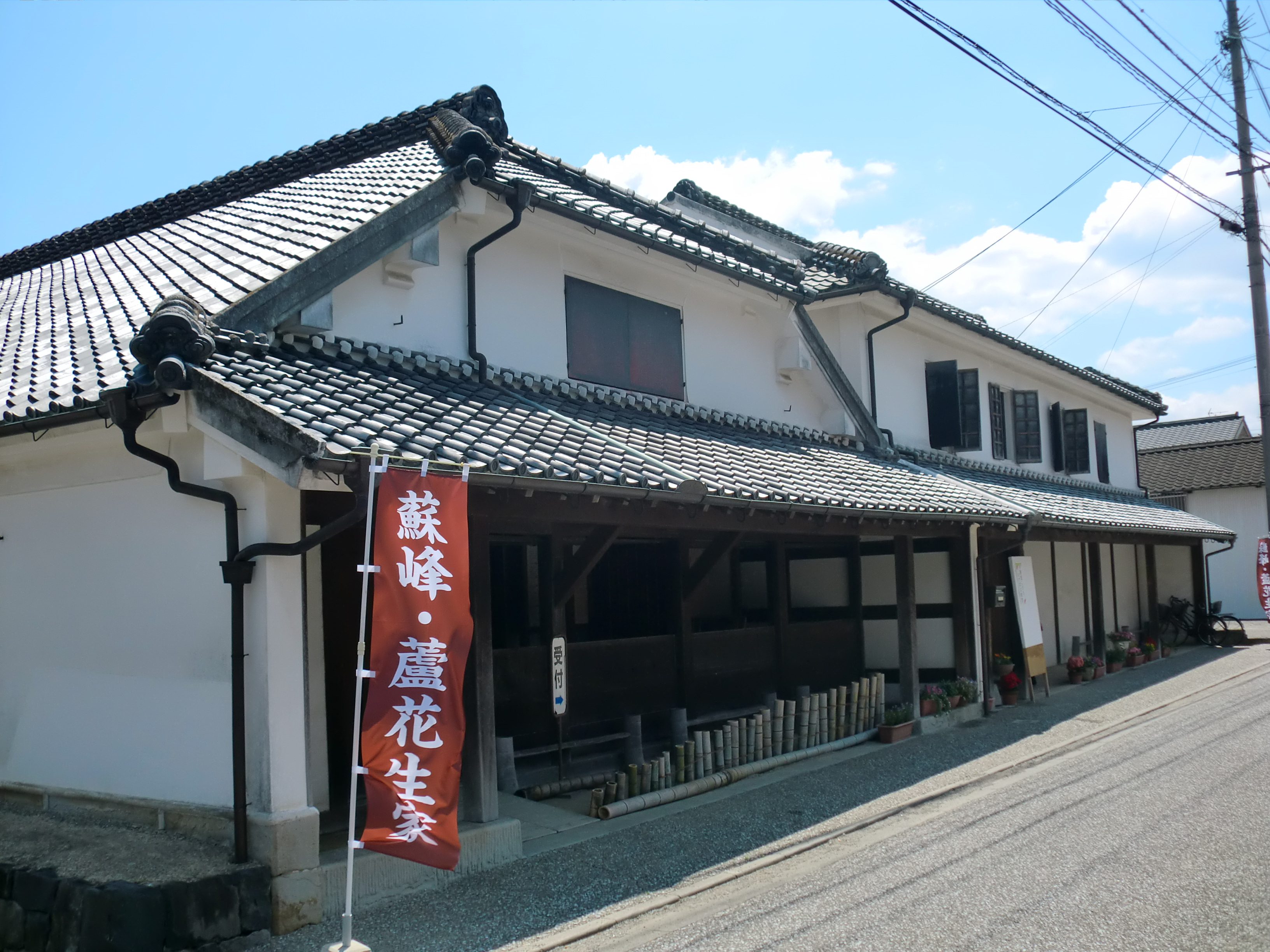
熊本県水俣市にある徳富家旧宅（復元）

肥後国葦北郡水俣郷（後の熊本県水俣市）に、惣庄屋の長男として生まれ、幼児には万熊、後には太多助、太多七などと称した。一敬の父は辛島塩井の高弟で、津奈木手永惣庄屋の徳富美信。美信は鶴眠と号し、肥後を訪れた頼山陽に会っている。
一敬は1837年から、近藤英助の私塾で教えを受けつつ藩校時習館に学ぶが、1842年に父の死去により惣庄屋の務めのため帰郷した。1845年に横井小楠の門下となった。一敬は、小楠の第一の門弟とされる。1848年に、同じ小楠門弟・矢嶋直明の四女である久子と結婚した。
1854年に帰郷し、1855年に葦北郡宰属監察に任官した。1864年に勝海舟の遣いで坂本龍馬が横井小楠を訪ねた時には一敬も同席し、その様子を書き留めている。一敬は、維新後の1870年に熊本藩庁で奉行所書記兼録事となって熊本へ移り、同年中に竹崎律次郎（竹崎茶堂。竹崎順子の夫）とともに民政大属となって藩政改革に当たった。廃藩置県を経て、1871年に熊本県典事、1872年に白川県七等出仕となった後、病を理由として1873年に官職を辞した。1879年に改進党系の立場から県会議員に当選したが、翌1880年に病のために県会議員を辞職した。
1880年、共立学舎の設立に参加して漢学部で教鞭を執り、長男・徳富蘇峰が1882年に自宅で開いた大江義塾でも漢学を教えた。また、この頃、自宅の敷地内に絹織工場を設けて経営を試みた。
1886年、蘇峰らとともに東京へ移り、その後は勝海舟らとも交流をもった。
1906年に弓町本郷教会で海老名弾正牧師により84歳で洗礼を受け、既に蘇峰や盧花はじめ多くがキリスト教徒となっていた徳富家の中では最後にキリスト教に入信した。しかし、朱子学者としての姿勢は、その後も貫かれた。
墓は多磨霊園内の徳富家墓所にある。

## 徳富盧花が伝える人柄
徳富盧花は、伯母にあたる竹崎順子の評伝『竹崎順子』において、一敬についても様々な言及を残している。そこでは横井小楠の言として「徳富は考が綿密過ぎて、決断が足らぬ」という評が記され、また、「十五の年から袂に豆を入れ過失の数とりをしつつ短気の己が癖に克たう克たうと努力した」という描写がなされている。
今中寛司はこれらを踏まえ、「このように直情径行でしかも取越苦労で自己嫌悪の癖は、終生治らなかった」とし、一敬の「個性の一つに自反、自己嫌悪のような内攻性」があったと指摘している。

## 家族
父は徳富美信。徳富家は水俣において代官の深水家と並ぶ名家で、地元では「西の殿様」と言われていた。
妻・徳富久子は竹崎順子の妹、矢嶋楫子の姉で、夫妻の間には3男4女が生まれた。徳富猪一郎（蘇峰）は長男、徳富健次郎（盧花）は三男であり、次男は夭折した。長女・常子は陸軍軍人であった山川清房、次女・光子は絹織物業の実業家で一敬らの東京移住後も熊本の旧宅を守った河田精一、三女・音羽子は牧師の大久保眞次郎に、四女・初子は湯浅治郎の後妻に、それぞれ嫁いだ。これら子供たちが育った熊本市大江四丁目の家は徳富記念園になっている。音羽子の子に久布白落実、初子の子に湯浅八郎、湯浅十郎、湯浅与三がいる。